# Talitridae
Famille
Les Talitridae sont une famille de crustacés amphipodes, établie sous l'autorité de Constantine Samuel Rafinesque-Schmaltz (en 1815).
Ces animaux sont couramment nommés puces de mer ou poux de mer.

Les anglophones les appellent souvent scuds pour les espèces d'eaux douces en Amérique du Nord, les espèces terrestres y étant dites landhoppers et celles vivant sur les plages sand fleas. 
Leur nom scientifique vient du latin talitrum = « chiquenaude », allusion à la vivacité du saut de l'animal. 

## Description et caractéristiques
Ce sont des animaux à sang froid qui ont un comportement adapté à leur environnement, avec des variations significatives de caractéristiques morphologiques et de coloration, de taux de croissance, d'espérance de vie, de cycles de vie ainsi que de répartition spatiale selon les zones géographiques où on les a observés.

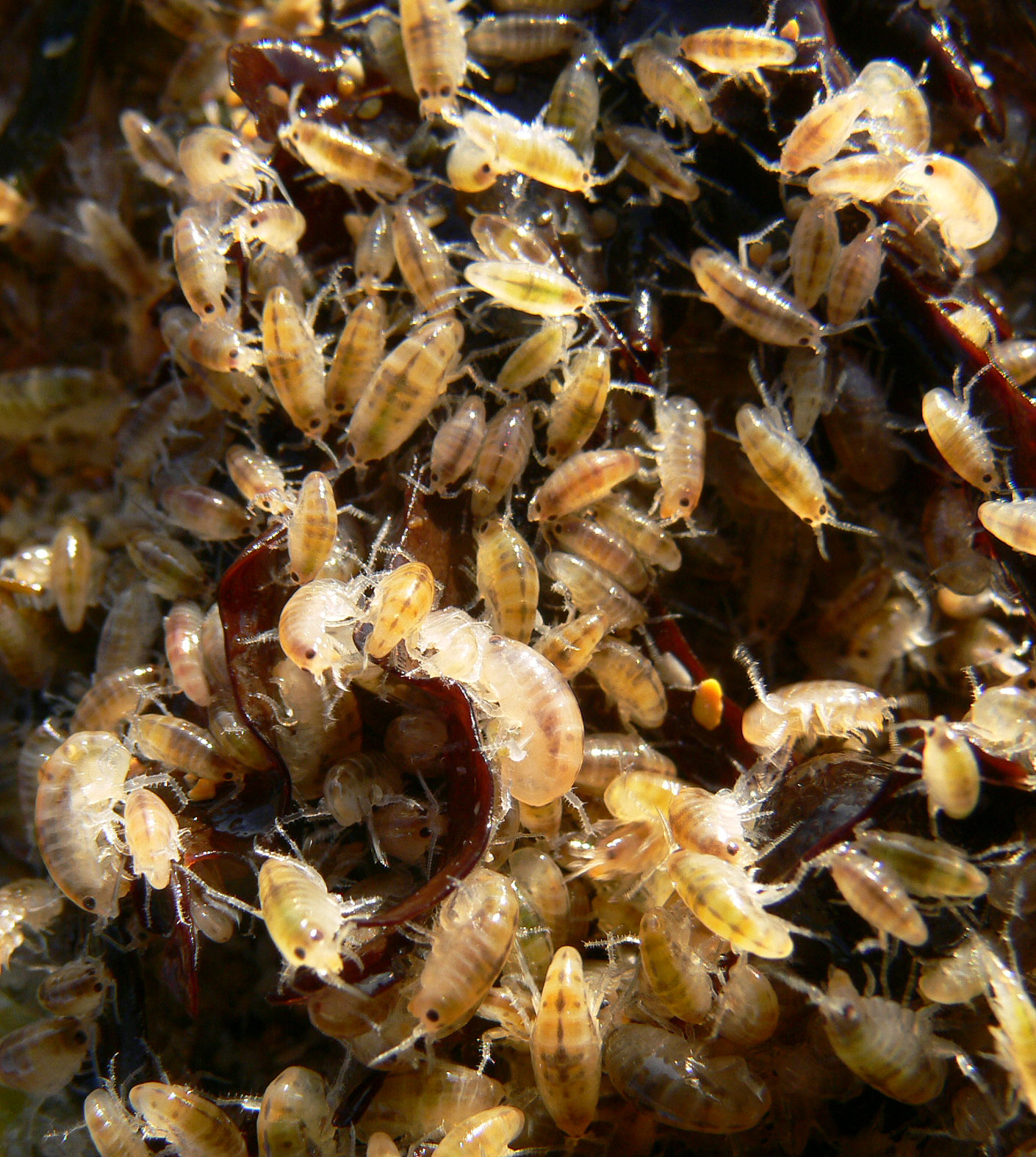
Dans les zones non polluées et où la nourriture abonde (Laisses de mer), les populations de talitres peuvent atteindre plusieurs milliers d'individus par mètre carré (ici sur la Presqu'île de Crozon, au nord du cap de la Chèvre, Finistère, dans le parc naturel marin de la mer d'Iroise). Les talitres sont une source importante d'alimentation pour les oiseaux (gravelots, hirondelles de rivage…)

Certaines espèces ont récemment modifié leur aire de répartition, peut-être avec l'aide du réchauffement climatique, mais plus probablement en raison d'activités anthropiques. Ce phénomène d'invasion biologique est notamment finement suivi dans le Nord-Est de la mer Baltique depuis la fin des années 1990 où Orchestia cavimana a été observé dans une épave humide échouée sur l'île de Saaremaa. L'année suivante, l'espèce avait encore élargi son territoire à plusieurs kilomètres. En 2002, six colonies supplémentaires de O. cavimana ont été observées dans l'île de Saaremaa et à deux endroits au nord-ouest de l'Estonie. L'Abondance et la biomasse étaient plus élevés la première année de l'invasion, avant que les populations ne se stabilisent à des niveaux bas après quelques années. Dans ce cas, les caractéristiques démographiques de l'espèce variaient considérablement selon les sites. La biomasse moyenne et l'abondance ont été respectivement de 9 g(sec)/m2 et de 1975 individus par mètre carré, la biomasse étant d'abord liée à la biomasse en goémon échoué, le degré d'humidité expliquant une variabilité supplémentaire. La vitesse fulgurante de l'invasion de O. cavimana et ses biomasses élevées laissent penser que l'espèce va très probablement rapidement étendre sa distribution dans le nord de la Baltique.

## Cette famille comprend les genres suivants
Selon World Register of Marine Species (13 avril 2016) :
- genre Africorchestia Lowry & Coleman, 2011
- genre Agilestia Friend, 1982
- genre Americorchestia Bousfield, 1991
- genre Arcitalitrus Hurley, 1975
- genre Atlantorchestoidea Serejo, 2004
- genre Australorchestia Serejo & Lowry, 2008
- genre Austrotroides Friend, 1982
- genre Bellorchestia Serejo & Lowry, 2008
- genre Bousfieldia Chou & Lee, 1996
- genre Brevitalitrus Bousfield, 1971
- genre Britorchestia Lowry & Bopiah, 2012
- genre Caribitroides Bousfield, 1984
- genre Cariborchestia Smith, 1998
- genre Cerrorchestia Lindeman, 1990
- genre Chelorchestia Bousfield, 1984
- genre Chiltonorchestia Bousfield, 1984
- genre Chroestia Marsden & Fenwick, 1984
- genre Cochinorchestia Lowry & Peart, 2010
- genre Cryptorchestia Lowry & Fanini, 2013
- genre Curiotalitrus Lowry & Coleman, 2012
- genre Dana Lowry, 2011
- genre Deshayesorchestia Ruffo, 2004
- genre Ditmorchestia Morino & Miyamoto, 2015
- genre Eorchestia Bousfield, 1984
- genre Floresorchestia Bousfield, 1984
- genre Hawaiorchestia Bousfield, 1984
- genre Kanikania Duncan, 1994
- genre Keratroides Hurley, 1975
- genre Macarorchestia Stock, 1989
- genre Makawe Duncan, 1994
- genre Megalorchestia Brandt, 1851
- genre Mexorchestia Wildish & LeCroy, 2014
- genre Microrchestia Bousfield, 1984
- genre Minamitalitrus White, Lowry & Morino, 2013
- genre Mysticotalitrus Hurley, 1975
- genre Neorchestia Friend, 1987
- genre Neotenorchestia Wildish, 2014
- genre Notorchestia Serejo & Lowry, 2008
- genre Orchestia Leach, 1814
- genre Orchestiella Friend, 1987
- genre Orchestoidea Nicolet, 1849
- genre Paciforchestia Bousfield, 1982
- genre Palmorchestia Stock & Martin, 1988
- genre Parorchestia Stebbing, 1899
- genre Platorchestia Bousfield, 1982
- genre Protaustrotroides Bousfield, 1984
- genre Protorchestia Bousfield, 1982
- genre Pseudorchestoidea Bousfield, 1982
- genre Puhuruhuru Duncan, 1994
- genre Sardorchestia Ruffo, 2004
- genre Sinorchestia Miyamoto & Morino, 1999
- genre Spelaeorchestia Bousfield & Howarth, 1976
- genre Talitriator Methuen, 1913
- genre Talitroides Bonnier, 1898
- genre Talitrus Latreille & Bosc, 1802
- genre Talorchestia Dana, 1852
- genre Tasmanorchestia Friend, 1987
- genre Tethorchestia Bousfield, 1984
- genre Tongorchestia Lowry & Bopiah, 2013
- genre Transorchestia Bousfield, 1982
- genre Traskorchestia Bousfield, 1982
- genre Trinorchestia Bousfield, 1982
- genre Uhlorchestia Bousfield, 1984
- genre Waematau Duncan, 1994

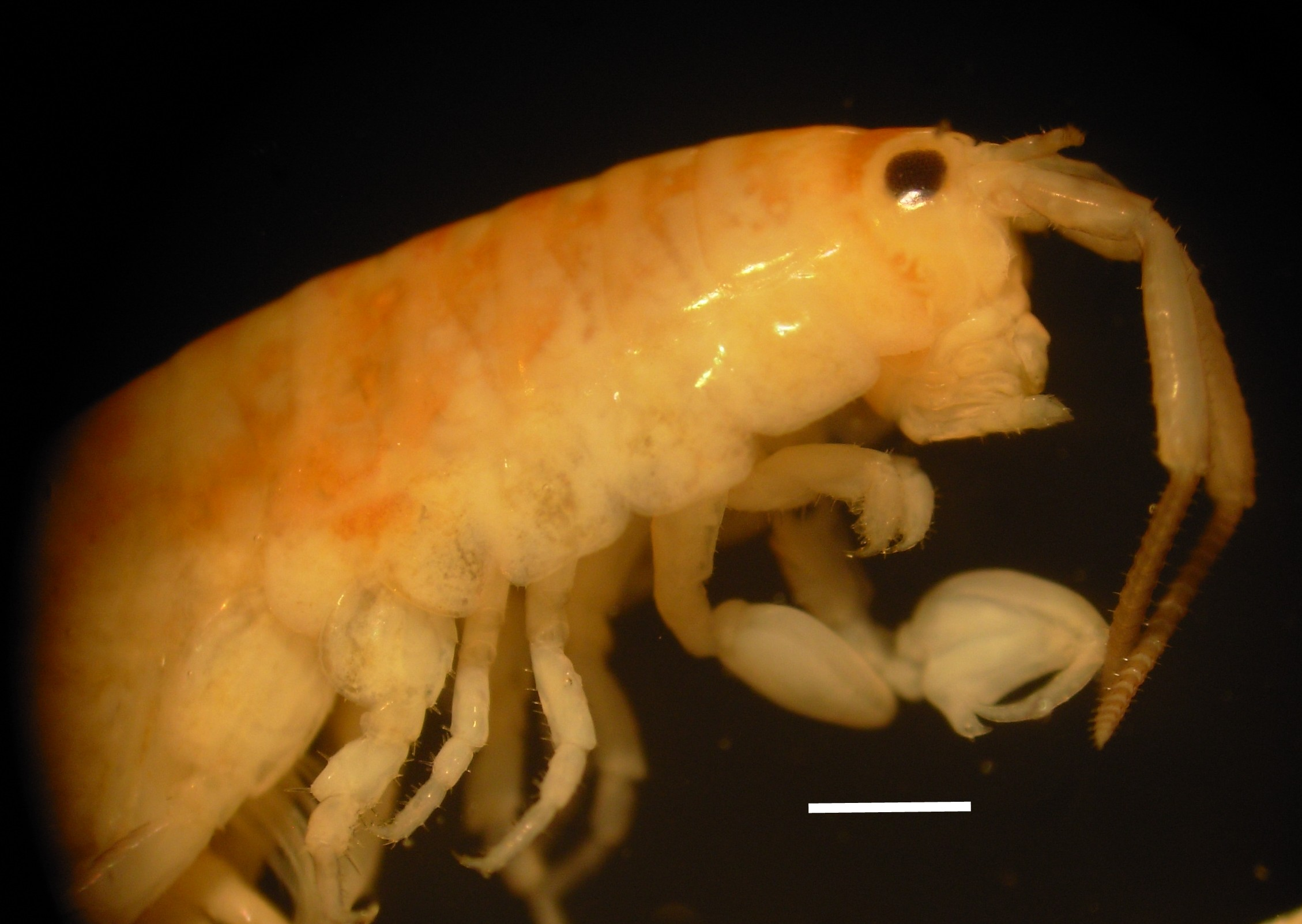
Deshayesorchestia deshayesii
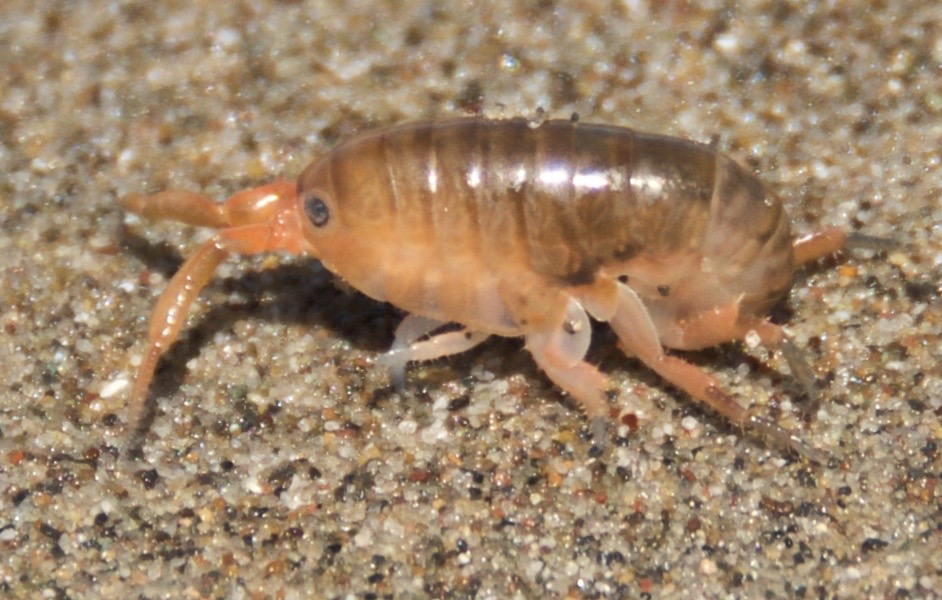
Megalorchestia californiana
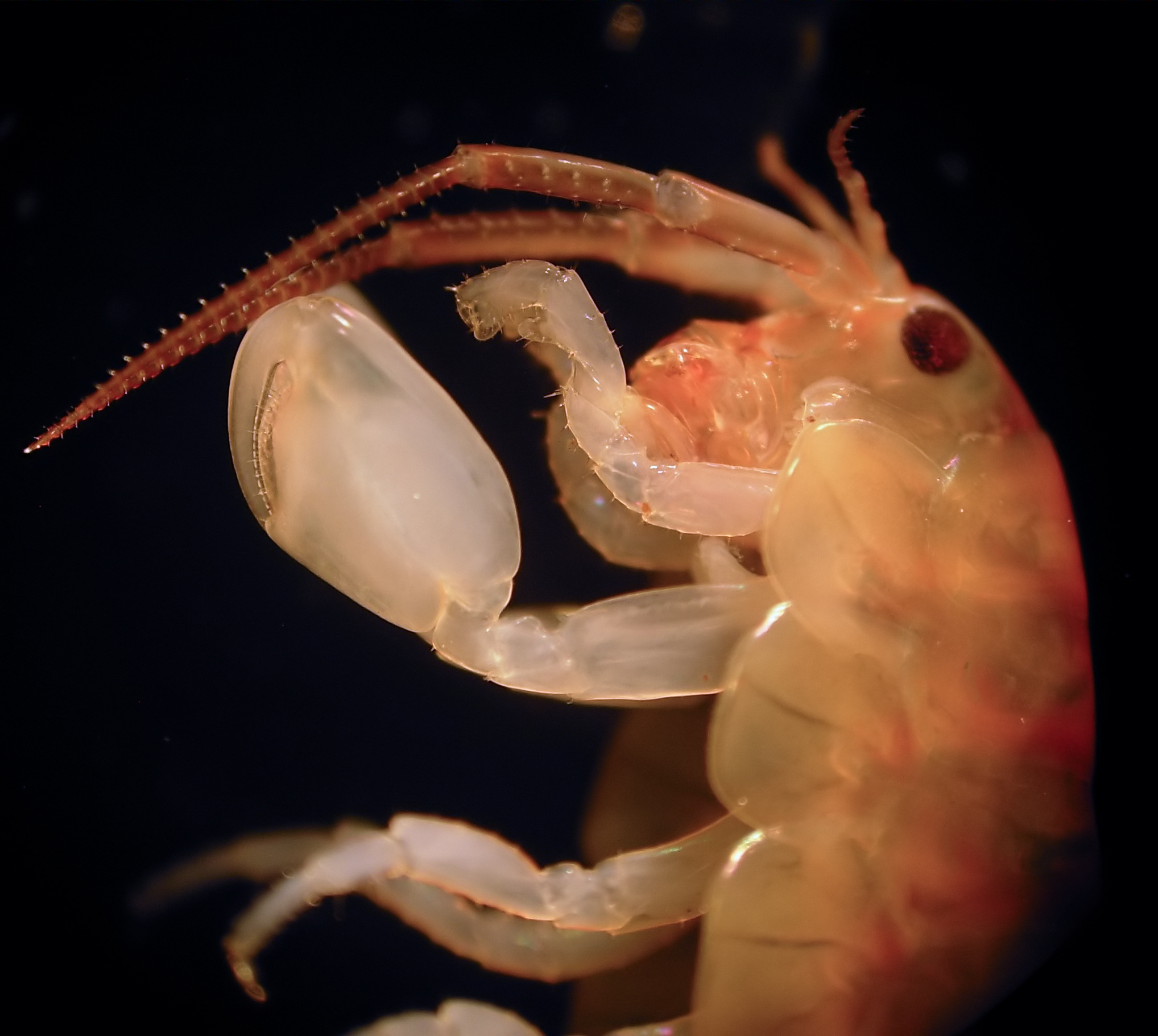
Orchestia gammarellus
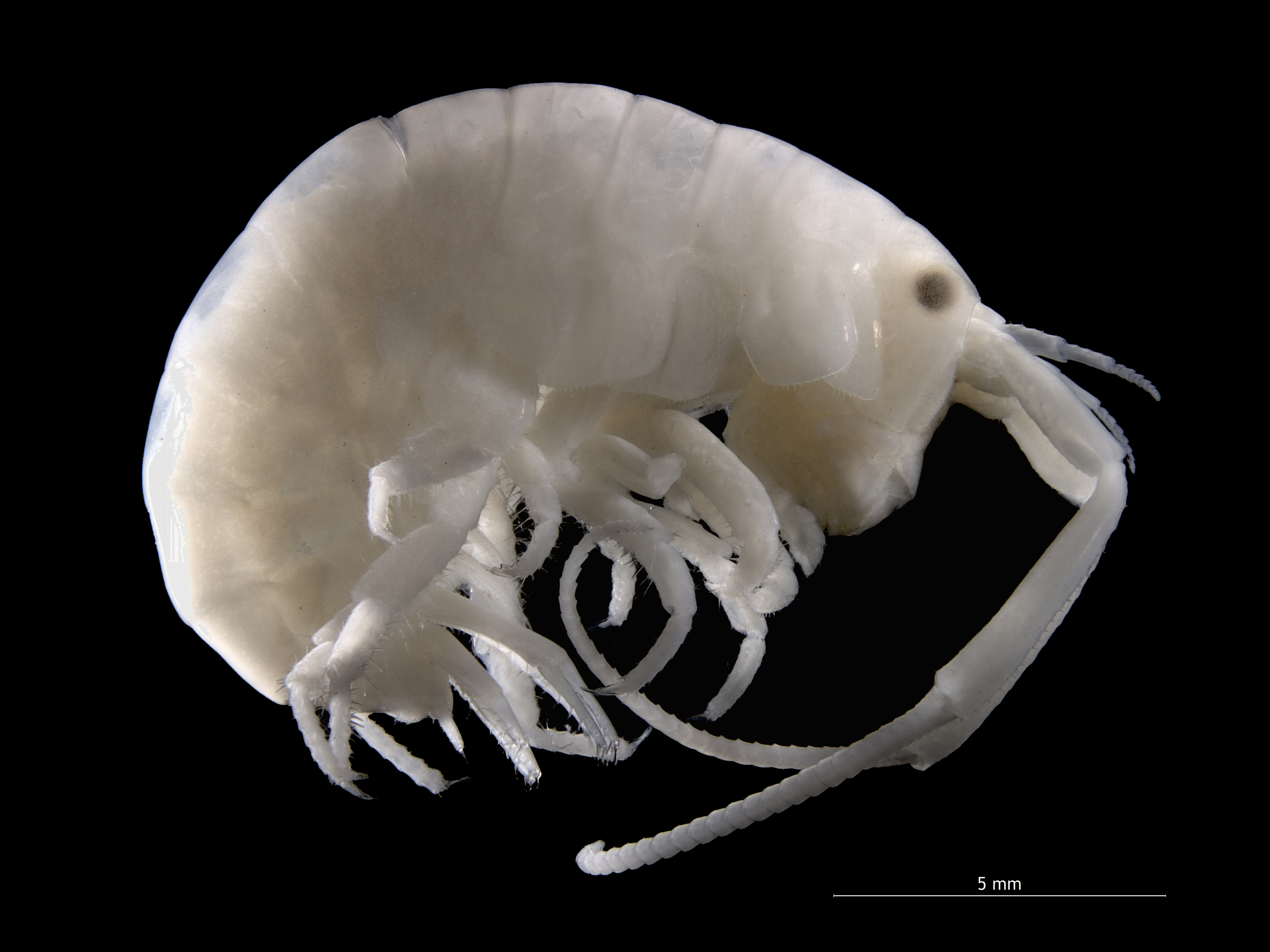
Talitrus saltator
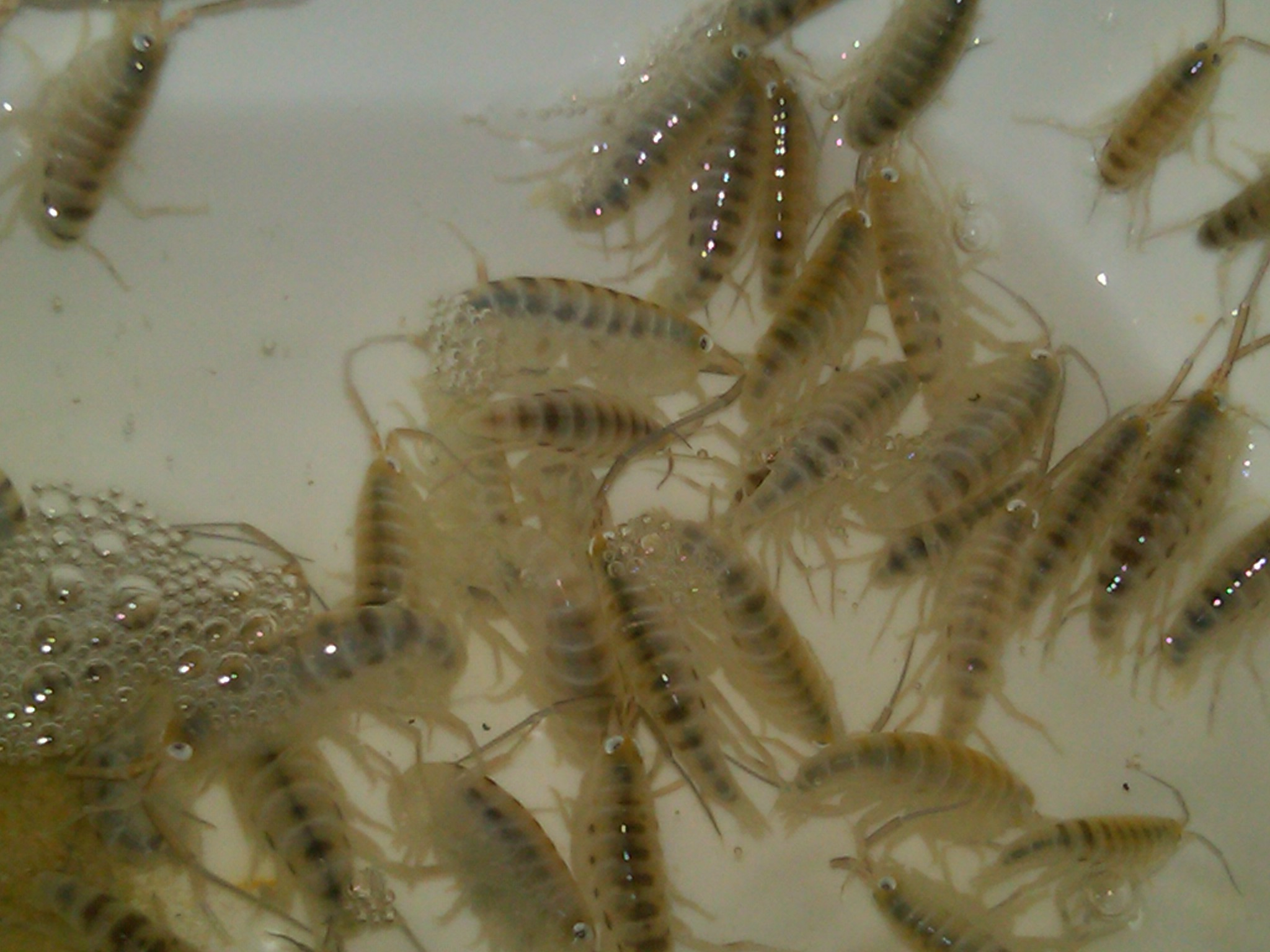
Talorchestia longicornis